# Provansa
Provansa (okcitansko/provansalsko Provença/Prouvènço; italijansko Provenza) je geografska regija na jugovzhodu Francije ob Sredozemskem morju in meji na Italijo. Provansa je bila kot provinca del Rimskega cesarstva, zdaj pa je del administrativne regije Provence-Alpes-Côte d'Azur. Tradicionalno območje Provanse obsega départmaje Var, Vaucluse, Bouches-du-Rhône in dele departmajev Alpes-de-Haute-Provence ter Alpes-Maritimes
Največje mesto v regiji je Marseille.

## Zgodovina Provanse

### Prazgodovina
Arheološke najdbe kažejo, da je bilo področje Provanse naseljeno že v kameni dobi (votlina Vallonnet med Monacom in Mentonom, kraj Terra Amata v Nici, podvodna votlina Cosquer v bližini mesta Marseillea, neolitsko najdišče v Marseilleu. Dolmeni iz bronaste dobe so bili odkriti blizu kraja Draguignan in v dolini Marvels.

### Grške kolonije
Grški pomorščaki so prišli na obale Provanse v 7. st. pr. n. št. in osnovali skladišča (emporie) za trgovanje z lokalnim prebivalstvom. Že v 6. st. pr. n. št. so Grki na področju Provanse ustanovili prve kolonije. Okoli leta 546 pr. n. št. so ustanovili kolonijo Massilio oz. Massalio (sodobni Marseille), ki je postala eno glavnih trgovskih središč antičnega sveta. Poleg te, so ustanovili še več manjših kolonij, ki so kasneje postala mesta: Theline (današnji Arles), Citharista (La Ciotat), Tauroeis (Le Brusc), Olbia (poleg Hyères), Pergantion (Breganson), Caccabaria (Cavalaire), Athenopolis (Saint-Tropez), Antipolis ([[Antibes]]), Nikaia (Nica) in Monoicos (Monako). Ustanovili so mesti Glanum (v bližini Saint-Rémy-de-Provence) in Mastrabala (Saint-Blaise). Grški trgovci so po rečnih poteh Durance in Rone prišli celo do Burgundije in Švice.

### Keltska plemena
Keltska plemena so prišla v Provanso v 4. stol. pr. n. št. Naselili so Vaucluse, Var in Alpes Maritimes. Bili so nadarjeni rokodelci in srditi bojevniki, niso pa bili dovolj politično enotni, da bi se upirali naraščajočim pritiskom Rima in germanskih plemen. Spopadali so se s prebivalci Massalie (danes Marseille) in bili zavezniki Hanibala na njegovi osvajalski poti proti Rimu. Galija je bilo rimsko ime za dežele Keltov v zahodni Evropi, približno na območju sedanje Francije in Belgije, prebivalce so Rimljani imenovali Galci.

### Rimska provinca
Provansa je v 2. st. pr. n. št. postala prva rimska čezalpska provinca, po čemer je dobila ime. Na obali južne Galije (Transalpska Galija) so sprva trgovali z grško kolonijo Massalia (sedanji Marseille). Sredozemska obalna mesta so v tistem času stalno ogrožala močna galska plemena s severa, zato je Rim z Massalio sklenil zavezništvo, s katerim se je obvezal, da bo ščitil mesto pred lokalnimi Galci, v zameno pa je zahteval ozek pas ozemlja, po katerem bi zgradil cesto od Italije do Iberskega polotoka. Ker je prebivalce Massalie bolj zanimalo uspešno trgovanje kot njihova ozemeljska celovitost, so rimsko ponudbo sprejeli. Rimske legije so v Provanso prvič prišle na prošnjo prebivalcev Massalie leta 181 pr. n. št. Rimljani so leta 122 pr. n. št. zgradili mesto Aquae Sextiae, danes poznano kot Aix-en-Provence in leta 118 pr. n. št. ustanovili še kolonijo Narbo Martius, sedanji Narbonne, ki je kmalu postala glavni trgovinski konkurent Massalie. Kolonija Narbo Martius je postala temelj, na katerem se je kasneje razvila provinca. Rim je postopoma širil svojo oblast in ob sredozemski obali ustanovil provinco Transalpsko Galijo (Narbonska Galija). Mesto Avenio (sodobni Avignon) je bilo eno najbolj cvetočih v tej provinci. Gradili so ceste, ki so olajšale pohode njihovim vojaškim enotam in omogočile trgovino med Rimom, Španijo (čez prelaz Frejus in Aquae Sextiae (Aix-en-Provence)) in severno Evropo (preko Apte Iulie (Apta) in Tarascona) in nova mesta Arles in Forum Iulii (Frejus). Po letu 8 pr. n. št. se je začela politična in kulturna romanizacija Provanse. Rimski inženirji in arhitekti so gradili akvadukte, amfiteatre, rimske terme, nekropole, rimska gledališča, vile in [fslavolok]]e, katerih ostanke lahko še danes občudujemo. Zgradili so mesta Cavaillon, Orange, Arelate (Arles), Fréjus, Glanum (v bližini Saint-Rémy-de-Provence), Carpentras, Vaison-la-Romaine, Nimes, Vernègues, Saint-Chamas in Cimiez (nad Nico). Rimska provinca Narbonensis, z glavnim mestom Narbo (sodobni Narbonne), se je razprostirala od Italije do Španije in od Alp do Pirenejev. Mir (Pax Romana) je v Provansi trajal do sredine 3. st., ko so germanska plemena vdrla Provanso (leta 257. in 275). Koncem 5. st., se je v Provansi končala rimska prevlada. Sledilo je obdobje vojn in selitev narodov.

### Provansa od 5. do 19. stol.
V drugi polovici 5. stoletja, ko je rimska moč pojenjala, so v Provanso vstopili zaporedni valovi germanskih plemen: najprej Vizigoti (480), nato Ostrogoti, nato Burgundi, končno Franki v 6. stoletju. Arabski osvajalci in berberski pirati so prišli iz severne Afrike na obalo Provanse v začetku 7. stoletja.
V poznem 7. in zgodnjem 8. stoletju je bila Provansa formalno podrejena frankovskim kraljem iz dinastije Merovingov, vendar ji je dejansko vladalo lastno regionalno plemstvo galo-rimskega porekla, ki je vladalo po rimskem, ne frankovskem pravo. Pravzaprav je regija uživala večji ugled kot severni Franki, vendar se je lokalna aristokracija bala ekspanzionističnih ambicij Karla Martela. Leta 737 se je Karel Martel po podreditvi Burgundije odpravil po dolini Rone. Napadel je Avignon in Arles, kjer so imeli vojsko Omajadi, in se vrnil leta 739, da bi drugič zavzel Avignon in lovil vojvodo Maurontusa do njegove trdnjave Marseilla. Mesto je bilo uničeno in vojvoda je moral pobegniti na otok. Pokrajina je bila nato pod oblastjo karolinških kraljev, potomcev Karla Martela, nato pa je bila del cesarstva Karla Velikega (742–814).
Leta 879 se je po smrti karolinškega vladarja Karla Plešastega njegov svak Boso Provansalski (znan tudi kot Bozon) odcepil od karolinškega kraljestva Ludvika III. in bil izvoljen za prvega vladarja neodvisne države Provanse.
Leta 933 je ta pokrajina postala del Arelatske kraljevine. Konec 10. st. so na oblast prišli provansalski grofje. V naslednjih dveh stoletjih je Provansa razvila uspešno trgovino z vzhodom. Na kulturnem področju je spodbujala lokalni provansalski jezik, trubadursko glasbo, poezijo. Gradili so veličastne romanske cerkve (npr. St-Trophime v Arlesu). Leta 1246 je prišla pod oblast Anžujcev (rodbina grofov pokrajine Anjou). V letih 1309 do 1377, ko je bilo ozemlje Provanse pod kraljem iz Sicilije, je bil v Avignonu sedež papežev v izgnanstvu. Provanso je leta 1481 kralj Karel iz Maina v oporoki zapustil Franciji. V času verskih vojn je Nîmes postal oporišče protestantov in kot tak je doživel polno moč represije in bratomornih soočenj, ki so trajala vse do srede 17. stoletja. Pokrajina je upravno samostojnost ohranila do leta 1790, ko je v času francoske revolucije prišla pod francosko vlado.

### Provansa v 19. stol.
Sredi 19. stol. je Provansa z nastopom drugega francoskega cesarstva začela doživljati preporod tako na gospodarskem kot na umetniškem področju. Pristanišča v Marseilleu in Toulonu so bila pomembna povezava Francije s Severno Afriko, Bližnjim in Daljnim vzhodom ter Azijo. Leta 1860 je Francija dobila Savojo in Nico ter Roquebrunne in leta 1861 Menton. Železniška proga je leta 1848 povezala Pariz z Marseillom in zatem še s Toulonom in Nico (1864), kar je omogočilo razvoj vrhunskega turizma. Provansa je v dobrega pol stoletja postala eno najbolj mondenih turističnih področij (Antibes, Hyeres, Cannes, Menton, Nica). Turistično so Provanso odkrili Angleži, za časa kraljice Viktorije (Cannes, Nica - Promenade des Anglais). V velikih mestih kot sta Marseille in Toulon so gradili cerkve, operne hiše in parke. V drugi polovici 19. stol. je prišlo do ponovnega oživljanja provansalskega jezika in kulture (gibanje pisateljev in pesnikov Felibrige). Provansa je zaradi lepote pokrajine, intenzivnosti svetlobe in barv ter jasne modrine Sredozemskega morja očarala številne slikarje, ki so v 19. stol. na francoskem jugu našli neizčrpen vir navdiha (Cezanne, Vincent van Gogh, Pierre-Auguste Renoir, Henri Matisse, Chagall, Pablo Picasso. To se je nadaljevalo v divjih dvajsetih in tridesetih letih 20. stol., ko so bili Ernest Hemingway, Aldous Huxley in F. S. Fitzgerald le nekatera izmed slavnih imen obiskovalcev, ki so uživali v liberalnem vzdušju.

### Provansa v 20. stol.
Med prvo in drugo svetovno vojno je bila Provansa razdeljena na konservativna podeželska področja in radikalna področja velikih mest. Ko je Nemčija leta 1940 okupirala velik del Francije, je Provansa ostala na neokupiranem območju do leta 1942, ko je po izkrcanju zaveznikov v severni Afriki, nemška vojska okupirala tudi celotno Provanso (Operacija Atilla). V času nemške okupacije, je bil Marseille močno središče Francoskega odporniškega gibanja, zaradi tega je bila več kot tretjina starega dela mesta uničenega v množičnem projektu čiščenja, s ciljem zmanjšati možnosti za skrivanje in organiziranje članov odporniškega gibanja. Leta 1944, dva meseca po izkrcanju zaveznikov v Normandiji, je bila izvedena Operacija Dragoon (kodno ime za izkrcanje zaveznikov v Provansi). Ameriška vojska je odšla na sever proti krajem Manosque, Sisteron in Gap, medtem ko je francoska 1. oklepna divizija osvobodila Brignoles, Salon-de-Provence, Arles, in Avignon. Avgusta meseca 1944 sta bila osvobojena še Toulon in Marseille. Po koncu vojne je Provansa obnovila v vojni poškodovane zgradbe in infrastrukturo (pristanišča, železniške proge...). Ko je leta 1962 Alžirija razglasila svojo neodvisnost je v Provanso prebežalo veliko francoskih državljanov. Naselili so se v velikih mestih (Marseille, Toulon).
V 1940-ih je se je v Provansi začela kulturna prenova. Osnovan je bil Avinjonski gledališki festival (1947), ponovno je začel delovati Filmski festival v Cannesu (osnovan je bil leta 1939). Z izgradnjo avtocest, še posebej avtoceste Pariz - Marseille, ki je bila odprta leta 1970, je Provansa je postala destinacija za masovni turizem.

## Podnebje
Južna Francija vključno s sredozemsko obalo, ima vroča, suha poletja in tople, mokre zime. Nalivi so kratki in siloviti, pogosto sredi dneva. Poletni vetrovi so hladni in nežni, toda bolj mrzel in oster mistral, ki pride s severa, lahko piha tudi nekaj dni skupaj.
Preveč poenostavljena bi bila trditev, da je podnebje v Provansi tipično mediteransko. Na klimo vplivata dva parametra, lega Provanse (med Alpami in Sredozemljem) in vpliv doline reke Rone.
V departmaju Alpes Meritimes, ki leži na najbolj vzhodnem delu Francoske Riviere, kjer gore segajo do morja in ščitijo ozemlje pred vremenskimi  frontami, ki prihajajo s severa, je blago podnebje (Menton). V tem delu Francije, kjer zimskih zmrzali skoraj ni, lahko rastline, kot so bouganvillia in aloe vera, rastejo na prostem.
V primerjavi z drugimi deli Francije na podobni zemljepisni širini, je v Provansi manj padavin. Suho podnebje je najbolj opazno v departmaju Bouches du Rhone, območju okoli Marseilla, Aix en Provence in Avignona. Ta področja so bolj suha predvsem zaradi učinkov vetra mistral, ki lahko piha po dolini reke Rone tudi po več dni skupaj. Pozimi, mrzel mistral iz celine, ohladi spodnji del Rone tudi pod ledišče.
Provansalske Alpe so najbolj sončen del Provanse. Briançon na nadmorski višini 1350 m, je eno najbolj sončnih mest v Franciji, ima preko 300 sončnih dni na leto.

## Kulturna dediščina
Provansa ima izredno antično dediščino. Tu si lahko ogledamo eno najboljših zbirk rimske antične arhitekture: rimske amfiteatre (Nimes, Arles, Orange), templje (vključno z izredno dobro ohranjenim Maison Carrée v Nimesu), slavoloke (Glanum, Saint-Rémy-de-Provence in Orange), vodovode (Pont du Gard in Barbegal) in druge spomenike, kot so La Trophee des Alpes v La Turbie ali vile v Vaison-la-Romaine. Obstajajo tudi muzeji antike v mestih Vaison, Arles, Marseille.
Srednjeveška: kot ključno mesto na stičišču civilizacij severne Evrope in civilizacij v Sredozemlju, je bila Provansa strateško pomembna regija v vsej svoji zgodovini. Med bolj zanimivimi srednjeveškimi spomeniki v tej regiji so cerkev in samostan in cerkev sv. Trofima v Arlesu, cerkev in križni hodnik Saint Paul de Mausolle v Saint-Rémy-de-Provence, cerkev sv. Mihaela v La Garde Adhemar, v bližini mesta Orange. Najstarejša cerkev v Marseillu, Saint Victor. Najbolj obiskan srednjeveški spomenik v Provansi je Palais des Papes / Palača papežev v Avignonu. Poleg tega, Provansa ponuja veliko starih mest in vasi, z ozkimi ulicami in stavbami iz srednjega veka, staro mesto Aix en Provence, hribovsko mesto Saint Paul de Vence, v bližini Nice.
Provanso bomo bolje spoznali, če bomo obiskali vsaj nekatere izmed številnih prelepih vasic, posejanih po gričih širom pokrajine (Le Baux de Provence,  Roussillon, Oppede le Vieux , Menerbes,  Gordes..).

## Naravne znamenitosti
Francoska Riviera je področje, ki nima le plaž kjer so ljudje lahko zleknjeni na pesku tudi pozimi, ampak ima tudi visoke alpske vrhove, kjer leži sneg tudi v poletnih mesecih.
Provansa ima tri narodne parke (Narodni park Mercantour, Narodni park Ecrins, Narodni park Port Cros), štiri regionalne naravne parke oz. rezervate (Camargue, Luberon, Queyras, Verdon s kanjonom Verdon), nekaj drugih lokacij velikega okoljskega pomena v okviru evropskega programa Natura 2000 ter tri Unescove biosferne rezervate.

## Zanimivosti
Ugodno podnebje je omogočilo gojenje rož in sivke (Plateau de Valensole) ter posledično razvoj industrije parfumov, Grasse je danes še vedno svetovna meka proizvodnje parfumov.
Zaščitni znak Provanse so tudi črne olive, ki se pojavljajo v vseh mogočih jedeh, keramiki in tekstilu. V provansalski kulinariki dominirata olivno olje in česen, pa tudi cela paleta aromatičnih začimb, kot so timijan, rožmarin, bazilika in pehtran. Provansa je znana tudi po odličnih vinih (Châteauneuf-du-Pape, Cassis), oljčnem olju in tartufih (področje Menerbesa).
Na UNESCO-vem seznamu svetovne dediščine so:
- Rimski in romanski spomeniki v Arlesu – 1981,
- Orange: rimsko gledališče in njegova okolica in Slavolok zmage – 1981,
- Pont du Gard: rimski akvadukt – 1985,
- zgodovinsko središče Avignona: papeževa palača, škofijski dvor in avignonski most — 1995.

## Galerija
- Značilen motiv v Provansi
- Aix-en-Provence
- Cerkev St Trophime v Arlesu
- Avignonski most čez reko Rono Pont Saint-Bénezet, zgrajen v letih 1171 - 1185
- Carpentras
- Chateauneuf-du-Pape - letni papeški dvorec